# Gieorgij Kolijew
Gieorgij Igoriewicz Kolijew (ros. Георгий Игоревич Колиев; ur. 23 października 1994 we Władykaukazie) – rosyjsko-białoruski zapaśnik startujący w stylu wolnym. Zajął dziesiąte miejsce na mistrzostwach świata w 2016. Srebrny medalista mistrzostw Europy w 2016. Siódmy na igrzyskach europejskich w 2019. Mistrz Europy juniorów w 2013 roku.